# 苏宏道
苏宏道（1916年—2012年），男，湖北江陵人，中华人民共和国军事人物，中国人民解放军少将，曾任陕西省军区参谋长。